# Philibert Fressinet
 (juillet 2019).
Si vous disposez d'ouvrages ou d'articles de référence ou si vous connaissez des sites web de qualité traitant du thème abordé ici, merci de compléter l'article en donnant les références utiles à sa vérifiabilité et en les liant à la section « Notes et références ».
Pour les articles homonymes, voir Fressinet.
Philibert Fressinet, né le 21 juillet 1767 à Marcigny en Bourgogne et mort le 10 août 1821 à Paris, est un général français de la Révolution et de l’Empire.

## Biographie

### Du simple cavalier au général
Philibert Fressinet naît le 21 juillet 1767 à Marcigny, dans la province de Bourgogne. Son père est marchand-drapier puis huissier royal. Philibert fréquente le collège de Marcigny.  À 14 ans il est placé comme apprenti barbier. Mais il souhaite voir d'autres horizons et il embrasse la carrière militaire en s'enrôlant comme dragon au régiment de la Reine le 25 mars 1784.  
Retiré du service en septembre 1789, il s'embarque pour Saint-Domingue où il est lieutenant d'une compagnie franche à partir de septembre 1792. Passé au 16e régiment d'infanterie l'année suivante, il est promu capitaine du 2e bataillon de cette unité en juillet 1795 avant d'être affecté comme adjoint à l'état-major français de la colonie le 4 octobre suivant. Il est ensuite nommé adjudant-général à titre provisoire en juin 1796 puis de manière définitive le 30 octobre 1797, date à laquelle il fait son retour en Europe. 
Affecté à l'armée d'Allemagne, Fressinet participa aux campagnes d'Allemagne, de Suisse et d'Italie en 1799. Sa conduite à la bataille de Taufers lui vaut le grade de général de brigade le 25 mars 1799. Après avoir secondé Championnet en Piémont, il prend part à divers affrontements en particulier à Gênes, au passage du Mincio et à celui du Tagliamento.

### Attitude controversée à Saint-Domingue
Sans affectation après la paix d'Amiens, Fressinet est désigné pour l’expédition de Saint-Domingue en décembre 1801, commandée par le général de division Charles Victoire Emmanuel Leclerc, beau-frère du Premier Consul Napoléon Bonaparte. Il est affecté à la division du général Jean-François Joseph Debelle en février-mars 1802, puis à celle du général Jean Boudet en août. C'est lui qui a la commission de conclure avec les généraux haïtiens Henri Christophe et Toussaint Louverture la négociation qui amène à leur soumission. Autorisé par Leclerc à rentrer en France le 1er septembre, il prend le temps de mettre en vente ses biens le 23 octobre avant de partir, en l’occurrence une impressionnante cave à alcool. 
Néanmoins, ayant trop tardé à s'embarquer, il est maintenu en activité dans l’île par le général Donatien de Rochambeau qui vient de succéder à Leclerc en novembre à la tête de l'expédition. Il est alors chargé du commandement de la ville de Saint-Marc, qu’il sauve peu après en battant le général haïtien Jean-Jacques Dessalines vers le 20 novembre. Le 21 novembre, Rochambeau lui témoigne sa très grande satisfaction, le cite à l’ordre de l’armée le 22 novembre et vante également les mérites de Fressinet au ministre de la Marine en décembre. 
Rochambeau lui confie alors le commandement de Port-au-Prince, devenue capitale de la colonie le 18 avril 1803. Fressinet y épouse Marie-Adélaïde Bellanger des Boullets le 30 mai 1803, seconde fille d’un riche colon qui lui assure une importante rente en France. Il devient ainsi le beau-frère du chef de brigade Pierre Panisse, qui a épousé l'aînée des sœurs Bellanger des Boullets. Son fils prend le nom de Fressinet de Bellanger. Fressinet est ensuite envoyé commander la ville portuaire de Jérémie, qu’il met en coupe réglée. La place étant encerclée par des insurgés de plus en plus entreprenants, bon nombre de civils cherchent à fuir, mais Fressinet n’accorde de passeport que contre pot-de-vin. En juillet 1803, alors que la ville est sur le point de tomber, il vend à des prix prohibitifs ses passeports, mais au moment de l’évacuation le 3 août, il abandonne non seulement les civils, mais également une partie de ses hommes, réservant même l’un de ses navires de transport au fruit de ses rapines.
Il est toutefois capturé par les Anglais en sortant de la rade. Conduit prisonnier à la Jamaïque, il se lance à corps perdu dans un mémoire justificatif, prévoyant à juste titre les critiques à l'égard de sa conduite. En effet, dès sa captivité en Angleterre, il est tenu à l’écart ou méprisé par les autres officiers français. L'adjudant-commandant Louis Mathieu Dembowski, apprenant l’arrivée d’un nouveau contingent de prisonniers français dans sa prison, note parmi ceux-ci le général de brigade François Nizard Charles Joseph d'Hénin « qui a fort bien fait la guerre à Saint-Domingue, et le général Fressinet dont on parle différemment ». Autorisé par ses geôliers à passer quelques mois de permission en France, l’empereur Napoléon Ier le délie de son serment de retourner se constituer prisonnier en février 1805. Par contre, il est immédiatement entendu par une cour martiale pour son abandon de Jérémie en 1805. La cour ne décide rien, et Fressinet reste libre, mais sans affectation de 1805 à 1807. Le 28 avril 1807, il est exilé à 40 lieues de Paris « pour des propos faits dans un lieu public mais qu’il nie avec beaucoup de constance ».

### Retour en grâce progressif sous l'Empire

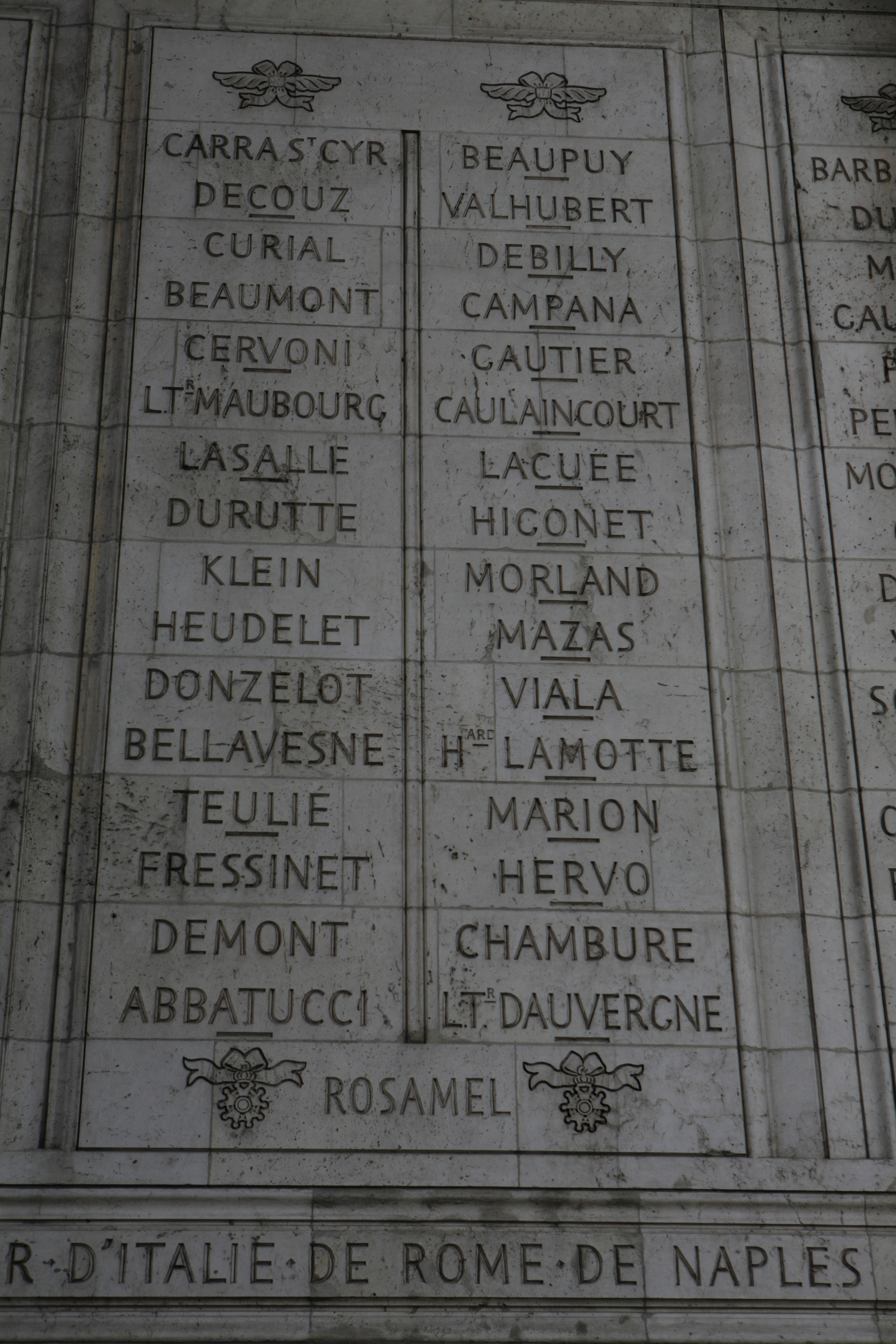
Noms gravés sous l'arc de triomphe de l'Étoile : pilier Est, 17e et.

Le maréchal Louis-Alexandre Berthier tente de le faire rentrer en grâce en lui faisant rédiger un mémoire sur ses campagnes en Italie pour le compte du ministère de la Guerre le 29 mars 1809. Fressinet rentre à Paris (sans autorisation, mais sans doute avec l’accord tacite de Berthier) six mois plus tard. Dès qu’il l’apprend, Napoléon ordonne son éloignement immédiatement à 40 lieues. Berthier tente ensuite vainement le 26 septembre 1810 de faire affecter Fressinet à l’armée du Portugal que commande le maréchal André Masséna. Peu après, Marie-Adélaïde Fressinet fait une fausse couche à Paris (première semaine d’octobre 1810). Toujours à la demande de Berthier, Napoléon autorise cette fois Fressinet à venir la visiter. Durant son séjour parisien, il reçoit également son affectation à l’armée de Naples le 12 octobre. C’est le premier emploi de Fressinet depuis qu’il a été fait prisonnier devant Jérémie, en août 1803. Il sert de 1809 à 1813 à Naples et en Italie. 
En 1813, les pertes de la retraite de Russie aidant, il est appelé à la Grande Armée le 20 février et fait campagne en Saxe au 11e Corps. Le 15 avril 1813 il se signale près de Magdebourg et parvient, après plusieurs combats glorieux, à opérer la jonction de l'armée du vice-roi Eugène de Beauharnais avec celle de Napoléon. À la bataille de Lützen, avec une poignée d'hommes, il enlève aux Russes le village d'Ersdorf (de). Il est promu général de division au 5e corps le 6 septembre, baron de l'Empire par décret du 21 juin 1813 mais non suivi de lettres patentes (donc titre inachevé), commandeur de la Légion d'honneur (il n'était même pas légionnaire), et commandeur de l'ordre de Saint-Joseph de Wurtzbourg. Il repasse à l’armée d’Italie en janvier 1814 et combat avec distinction sur le Mincio le 8 février. Il est licencié et mis en non-activité à la Première Restauration. Durant cette période, il se fait le défenseur du général de division Isidore Exelmans, accusé de conspirer avec Joachim Murat, et le fait acquitter. 
Rallié à Napoléon aux Cent-Jours, il commande une division sous Decaen au Corps des Pyrénées-Orientales en mai 1815. Chef d’état-major de Davout, ministre de la Guerre en juin 1815, ce fut lui qui rédige l'adresse énergique envoyée par l'armée sous Paris à la Chambre des représentants.

### L'errance et la mort
À la Restauration, il est proscrit et exilé. 
Banni par l'ordonnance du 24 juillet 1815, il se retire à Bruxelles, passe ensuite à Buenos Aires et à Rio de Janeiro, où il connaît l'ordonnance de rappel en France. Cependant, de retour au pays le 1er décembre 1819, il est immédiatement arrêté. Libéré au bout de trois semaines, il est officiellement mis en disponibilité de l’état-major général. 
Il meurt de maladie l'année suivante et est enterré au cimetière du Père-Lachaise (34e division).